# Chlotrudis Awards/Beste Hauptdarstellerin
Seit 1995 wird bei den Chlotrudis Awards die Beste Schauspielerin geehrt.
| Statistik                                         |                                                                           |
| Am häufigsten honorierte Schauspielerin           | Isabelle Huppert (zwei Auszeichnungen)                                    |
| Am häufigsten nominierte Schauspielerin           | Sarah Polley (vier Nominierungen)                                         |
| Am häufigsten nominierte Schauspielerin ohne Sieg | Julianne Moore (vier Nominierungen; sie gewann 2003 einen Publikumspreis) |

## Ausgezeichnete Schauspielerinnen
| Jahr | Schauspielerin                                  | Film                                                               | Weitere Nominierte |
| ---- | ----------------------------------------------- | ------------------------------------------------------------------ | --- |
| 1995 | Judy Davis                                      | The New Age und No Panic – Gute Geiseln sind selten                | Linda Fiorentino für Die letzte Verführung Gong Li für Leben! Julianne Moore für Vanja auf der 42. Straße Winona Ryder für Betty und ihre Schwestern Kathleen Turner für Serial Mom – Warum läßt Mama das Morden nicht?                                                                          |
| 1996 | Susan Sarandon                                  | Dead Man Walking – Sein letzter Gang                               | Kathy Bates für Dolores Nicole Kidman für To Die For Julianne Moore für Safe Elisabeth Shue für Leaving Las Vegas Emma Thompson für Sinn und Sinnlichkeit |
| 1997 | Frances McDormand                               | Fargo                                                              | Brenda Blethyn für Lügen und Geheimnisse Linda Henry für Beautiful Thing Catherine Keener für Walking and Talking Heather Matarazzo für Willkommen im Tollhaus Lili Taylor für I Shot Andy Warhol Emily Watson für Breaking the Waves                                                            |
| 1998 | Helena Bonham Carter                            | Wings of the Dove – Die Flügel der Taube und Das Ende aller Träume | Judy Davis für Children of the Revolution Minnie Driver für Ein Mann – ein Mord Allison Folland für All Over Me Helen Hunt für Besser gehts nicht Sarah Polley für Das süße Jenseits Emma Thompson für The Winter Guest                                                                          |
| 1999 | Cate Blanchett                                  | Elizabeth                                                          | Drew Barrymore für Auf immer und ewig und Eine Hochzeit zum Verlieben Fernanda Montenegro für Central Station Christina Ricci für The Opposite of Sex – Das Gegenteil von Sex und Buffalo ’66 Ally Sheedy für High Art Emily Watson für Hilary & Jackie                                          |
| 2000 | Hilary Swank                                    | Boys Don’t Cry                                                     | Annette Bening für American Beauty Élodie Bouchez für Liebe das Leben Julianne Moore für Das Ende einer Affäre und Ein perfekter Ehemann Sandra Oh für Last Night Rebecca Pidgeon für Winslow Boy Sarah Polley für Go und Guinevere Franka Potente für Lola rennt Reese Witherspoon für Election |
| 2001 | Karine Vanasse                                  | Emporte-moi – Nimm mich mit                                        | Björk für Dancer in the Dark Ellen Burstyn für Requiem for a Dream Ayesha Dharker für The Terrorist Laura Linney für You Can Count on Me Michelle Rodríguez für Girlfight – Auf eigene Faust Cecilia Roth für Alles über meine Mutter Michelle Yeoh für Tiger and Dragon                         |
| 2002 | Naomi Watts Publikumspreis: Gillian Anderson    | Mulholland Drive – Straße der Finsternis Haus Bellomont            | Maggie Cheung für In the Mood for Love Lena Endre für Die Treulosen Franka Potente für Der Krieger und die Kaiserin Charlotte Rampling für Unter dem Sand Sissy Spacek für In the Bedroom Tilda Swinton für The Deep End – Trügerische Stille                                                    |
| 2003 | Isabelle Huppert Publikumspreis: Julianne Moore | Die Klavierspielerin Dem Himmel so fern                            | Jacqueline Bisset für The Sleepy Time Gal Emmanuelle Devos für Lippenbekenntnisse Maggie Gyllenhaal für Secretary Lena Headey für Aberdeen Catherine Keener für Lovely & Amazing Maribel Verdú für Y Tu Mamá También – Lust for Life                                                             |
| 2004 | Sarah Polley                                    | Mein Leben ohne mich                                               | Oxana Akinschina für Lilja 4-ever Keisha Castle-Hughes für Whale Rider Zooey Deschanel für All the Real Girls Scarlett Johansson für Lost in Translation Frances McDormand für Laurel Canyon Samantha Morton für Morvern Callar Charlotte Rampling für Swimming Pool                             |
| 2005 | Imelda Staunton                                 | Vera Drake                                                         | Toni Collette für Japanese Story Sinitta Boonyasak für Last Life in the Universe Catalina Sandino Moreno für Maria voll der Gnade Fatoumata Coulibaly für Moolaadé – Bann der Hoffnung Anne Reid für Die Mutter – The Mother Isabella Rossellini für The Saddest Music in the World              |
| 2006 | Marilou Berry                                   | Schau mich an!                                                     | Emmanuelle Devos für Rois et Reine Kate Dollenmayer für Funny Ha Ha Ronit Elkabetz für Or (My Treasure) Nathalie Press für My Summer of Love |
| 2007 | Robin Wright Penn                               | Sorry, Haters                                                      | Maggie Cheung für Clean Laura Dern für Inland Empire Shareeka Epps für Half Nelson Sandra Hüller für Requiem Elliot Page für Hard Candy |
| 2008 | Kate Dickie                                     | Red Road                                                           | Julie Christie für An ihrer Seite Mirjana Karanović für Esmas Geheimnis – Grbavica Elliot Page für Juno Sarah Polley für Das geheime Leben der Worte Parker Posey für Fay Grim |
| 2009 | Kristin Scott Thomas                            | So viele Jahre liebe ich dich                                      | Anamaria Marinca für 4 Monate, 3 Wochen und 2 Tage Sally Hawkins für Happy-Go-Lucky Lina Leandersson für So finster die Nacht Michelle Williams für Wendy and Lucy |
| 2010 | Gabourey Sidibe                                 | Precious – Das Leben ist kostbar                                   | Abbie Cornish für Bright Star Nisreen Faour für Amreeka Charlotte Gainsbourg für Antichrist Yolande Moreau für Séraphine Carey Mulligan für An Education Catalina Saavedra für La Nana – Die Perle                                                                                               |
| 2011 | Kim Hye-ja                                      | Mother                                                             | Anne Dorval für I Killed My Mother Katie Jarvis für Fish Tank Jennifer Lawrence für Winter’s Bone Paprika Steen für Applause |
| 2012 | Tracy Wright                                    | Trigger                                                            | Bérénice Bejo für The Artist Kirsten Dunst für Melancholia Adepero Oduye für Pariah Elizabeth Olsen für Martha Marcy May Marlene Yun Jeong-hie für Poetry |
| 2013 | Olivia Colman                                   | Tyrannosaur                                                        | Marion Cotillard für Rust and Bone Helen Hunt für The Sessions Aubrey Plaza für Safety Not Guaranteed Quvenzhané Wallis für Beasts of the Southern Wild |
| 2014 | Brie Larson                                     | Short Term 12                                                      | Greta Gerwig für Frances Ha Barbara Sukowa für Hannah Arendt Danai Gurira für Mother of George Shailene Woodley für The Spectacular Now – Perfekt ist jetzt Rachel Mwanza für Rebelle |
| 2015 | Anne Dorval                                     | Mommy                                                              | Patricia Arquette für Boyhood Paulina García für Gloria Tilda Swinton für Only Lovers Left Alive Agata Trzebuchowska für Ida Robin Wright für The Congress |
| 2016 | Karidja Touré                                   | Girlhood                                                           | Ronit Elkabetz für Get – Der Prozess der Viviane Amsalem Nina Hoss für Phoenix Rinko Kikuchi für Kumiko, the Treasure Hunter Bel Powley für The Diary of a Teenage Girl Charlotte Rampling für 45 Years Saoirse Ronan für Brooklyn – Eine Liebe zwischen zwei Welten                             |
| 2017 | Isabelle Huppert                                | Elle                                                               | Annette Bening für Jahrhundertfrauen Sônia Braga für Aquarius Imajyn Cardinal für The Saver Ruth Negga für Loving Tao Zhao für Mountains May Depart |
| 2018 | Holly Hunter und Sally Hawkins                  | Strange Weather und Shape of Water – Das Flüstern des Wassers      | Aubrey Plaza für Ingrid Goes West Brooklynn Prince für The Florida Project Margot Robbie für I, Tonya |
| 2019 | Regina Hall                                     | Support the Girls                                                  | Emma Thompson für Kindeswohl Eva Melander für Border Helena Howard für Madeline’s Madeline Joanna Kulig für Cold War – Der Breitengrad der Liebe Thomasin McKenzie für Leave No Trace |
| 2020 | Halldóra Geirharðsdóttir                        | Gegen den Strom                                                    | Jessie Buckley für Wild Rose Kristín Þóra Haraldsdóttir für Und atmen Sie normal weiter Elisabeth Moss für Her Smell Karen Allen für Colewell Tessa Thompson für Little Woods |
| 2021 | Sidney Flanigan                                 | Niemals Selten Manchmal Immer (Never Rarely Sometimes Always)      | Tsai Chin für Lucky Grandma Adèle Haenel für Porträt einer jungen Frau in Flammen Aubrey Plaza für Black Bear Eliza Scanlen für Milla Meets Moses (Babyteeth) Evan Rachel Wood für Kajillionaire                                                                                                 |
| 2022 | Olivia Colman                                   | Frau im Dunkeln (The Lost Daughter)                                | Paula Beer für Undine Jasna Đuričić für Quo Vadis, Aida? Alana Haim für Licorice Pizza Kiawentiio für Beans Magdalena Koleśnik für Sweat |